# 건무중원
건무중원(建武中元) 또는 중원(中元)은 중국 후한(後漢) 광무제(光武帝)의 두 번째 연호이다. 56년 4월에서 57년까지 2년 동안 사용하였다. 56년 2월에 태산에서 봉선의식을 거행한 후 4월에 개원하였다. 57년 2월에 광무제의 뒤를 이어 즉위한 명제(明帝)가 남은 10개월 동안 이어서 사용하였으며 58년에 개원하였다. 《후한서(後漢書)》 〈광무제기(光武帝紀)〉에는 ‘중원’으로 기록되어 있으나 다른 기록에서 ‘건무중원’으로 나타나고 있어 ‘중원’을 ‘건무중원’의 약자로 보고 있다.

## 개원
건무(建武) 32년 4월 11일(56년 5월 14일)에 연호를 건무중원(建武中元)으로 개원함.

## 연대대조표
| 건무중원            | 원년       | 2년        |
| 서력                | 56년       | 57년       |
| 육십간지 (六十干支) | 병진(丙辰) | 정사(丁巳) |

## 같이 보기
- 중국의 연호